# Ben Kane
Ben Kane (Nairobi, 1970) è uno scrittore e romanziere keniano.
È meglio noto per serie come La legione dimenticata, Spartaco e Annibale. I suoi libri sono pubblicati in più di dieci paesi, tra cui Stati Uniti, Italia, Spagna, Grecia, Russia e Paesi Bassi. In particolare sei dei suoi romanzi sono considerati bestseller dal Sunday Times.

## Biografia
Già all'età di sette anni Kane si trasferì con la sua famiglia in Irlanda, dove studiò medicina veterinaria al University College Dublin. Dopo gli studi viaggiò estensivamente per il mondo coltivando la sua passione per la storia antica; viaggiò per ben 70 paesi in tutti i sette continenti. Attualmente vive a North Somerset con la moglie e la famiglia.
Nel 2013 Kane e due suoi amici hanno fatto beneficenza in vesti da legionari romani camminando per tutto il Vallo di Adriano, ottenendo ben 19'000 sterline per Combat Stress e Medici senza frontiere. Nel 2014 i tre sono andati in Italia, dove hanno raccolto ben 26'500 sterline; da qui ne è stato tratto un documentario chiamato La strada per Roma, al quale Ian McKellen ha dato la voce.

## Opere

### TrilogiaLa legione dimenticata
1. La legione dimenticata [The Forgotten Legion], traduzione di Paolo Falcone, Piemme, 2009  [2008].
2. L'aquila d'oriente [The Silver Eagle], traduzione di Paolo Falcone, Piemme, 2010  [2009].
3. I figli di Roma [The Road to Rome], traduzione di Paolo Falcone, Piemme, 2013  [2010].

### SerieAnnibale
1. Annibale nemico di Roma (Hannibal: Enemy of Rome, 2011) (Editoriale Cosmo, 2014)
2. (breve storia) "Hannibal: The Patrol", 2013; solo e-book
3. Annibale in marcia (Hannibal: Fields of Blood, 2013) (Editoriale Cosmo, 2014)
4. (Hannibal: Clouds of War, 2014)

### SerieSpartacus
1. Spartacus, il gladiatore (Spartacus: The Gladiator, 2012) (Piemme, 2013)
2. Spartacus: Rebellion (2012)

### SerieLe aquile di Roma
1. (breve storia) "The Shrine", 2015; solo e-book
2. Le aquile della guerra [Eagles at War], traduzione di Marco Bisanti e Federica Gianotti Tabarin, Newton Compton, 2017  [2015].
3. (breve storia) "The Arena", 2016; solo e-book
4. Nel nome dell'impero [Hunting the Eagles], traduzione di Rosa Prencipe, Newton Compton, 2017  [2016].
5. Aquile nella tempesta [Eagles in the Storm], traduzione di Francesca Noto, Newton Compton, 2018  [2017].
6. (breve storia) "Eagles in the East", 2020; solo e-book

### SerieClash of Empires
1. Una battaglia per l'impero [Clash of Empires], traduzione di Francesca Noto, Newton Compton, 2019  [2018].
2. La spada della guerra [The Falling Sword], traduzione di Francesca Noto, Newton Compton, 2020  [2019].

### SerieRichard the Lionheart
1. Lionheart (2020)
2. Crusader (2021)
3. King (2022)

### Altri
- A Day of Fire: A Novel of Pompeii (2014), con Stephanie Dray, Sophie Perinot, Kate Quinn e Vicky Alvear Shecter
- Sands of the Arena and Other Stories (2021)
- Napoleon's Spy (2023)
- Stormcrow (2024)
- Rome (2025)